# Józef Kocyan
Józef Kocyan (* 14. Februar 1946 in Wisła) ist ein ehemaliger polnischer Skispringer.

## Werdegang
Kocyan startete ab 1965 bei der Vierschanzentournee. Bei der Vierschanzentournee 1965/66 musste er sich jedoch mit eher mittleren Platzierungen zufriedengeben. Bei der Vierschanzentournee 1966/67 gelang ihm mit dem 10. Platz in Innsbruck erstmals der Sprung auf einen vorderen Platz. Im März 1967 gewann er beide Skisprungwettbewerbe des hochklassigen Czech-Marusarzówna-Memorials in Zakopane. Bei der Vierschanzentournee 1967/68 erreichte er mit dem achten Platz in Partenkirchen seine höchste Einzelplatzierung. Die Tournee beendete er am Ende auf dem 21. Platz in der Gesamtwertung. Anfang 1968 stellte er auf seiner Heimatschanze, der Malinka in Wisła, mit 86,5 m einen neuen Schanzenrekord auf. Bei den Olympischen Winterspielen 1968 in Grenoble sprang Kocyan von der Normalschanze auf den 35. und von der Großschanze auf den 45. Platz.
Bei den nationalen Meisterschaften erreichte Kocyan zwar fünfmal das Podest, konnte allerdings nie den Meistertitel gewinnen.
Nach den Olympischen Spielen 1968 beendete er seine aktive Skisprungkarriere.